# Cort Comtal

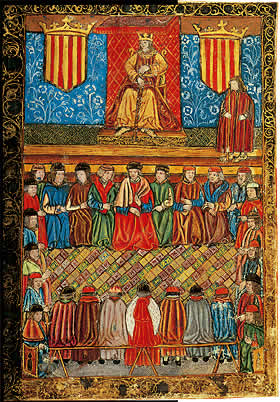
Corts Catalanes segons una miniatura d'un incunable del segle XV

La Cort Comtal o Cúria Comtal es va formar a principis del segle XI arran de la independència dels comtats catalans dels francs en època de Borrell II. Totes les cases comtals tenien la seva pròpia cort, amb més o menys rellevància segons els mitjans, influència i recursos econòmics de què disposaven. La primera de Barcelona seria durant el govern de Ramon Borrell I.
Aquestes corts, entre les quals la de Barcelona seria la més important, actuaven com a consell de govern en tots els assumptes relacionats amb la vida feudal, i també com a alt tribunal de justícia resolent conflictes. Hi assistien nobles, eclesiàstics, consellers i jutges. Durant els segles XI i XII la Cort Comtal era designada amb el nom de coors, coors palatii, cohorte, cohort i curia, aquesta última la més freqüent, equivalent a cort.
Les assemblees de Pau i Treva quedarien integrades dins de la Cort Comtal de Barcelona, d'on sortirien els primers usatges en època de Ramon Berenguer I. Amb el temps, la Cort Comtal de Barcelona es transformaria en les Corts Catalanes. La Pau i Treva es pot considerar segon exemple de parlamentarisme antic europeu, només per darrere de l'Althing islandès.